# 满铁调查部事件
满铁调查部事件（日语：満鉄調査部事件，まんてつちょうさぶじけん）是指在第二次世界大战中、大部分满铁调查部成员被关东军宪兵队进行2次检举的事件，简称为满铁事件。1941年发起的合作社事件后，1942年调查部成员被第一次检举。在1943年成员被第二次检举。

## 事件经过

### 合作社事件
随着满铁调查部从1939年开始扩招人手、在日本国内失利的左翼人士纷纷到满铁调查部工作了。他们在满铁调查部进行在国内不可能进行的马克思主义方式的社会调查及分析，这使得以关东军宪兵队为中心的满洲国治安当局对满铁调查部进行严密的监视。
受到橘樸影响的佐藤大四郎从1937年1月开始在北满洲的濱江省绥化县（今黑龙江省绥化市）救援贫农和农事合作社并组织他们提高生产力。这次运动使得很多日本的左翼人士集结到这里。关东宪兵队（关东司令官属下的军令宪兵，但不受关东司令官的指揮）对有进行共产主义运动嫌疑的佐藤、滿州國協和會的鈴木小兵衛和满铁调查部的花房森・佐藤晴生等50多名嫌疑犯进行检举（合作社事件、1941年11月）。
而在2008年10月，关东宪兵队特別高等科的下士官所保管的合作社事件的申请书和起诉状等满洲国最高检察厅搜查记录被发现。庆应义塾大学名誉教授松村高夫、京都大学教授江田宪治等对其进行研究，发现组织和运动存在的证据是由关东宪兵队一手捏造的。
。

### 满铁调查部事件
被检举的鈴木小兵卫把参与合作社运动的调查部员都举报了出来，随后还协助关东军宪兵队的调查。以他的提供的情报为基准，宪兵队开始搜查调查部内的左翼分子，包括大上末广、具岛兼三郎、野野村一雄、堀江邑一、小泉吉雄、渡辺雄二、稲葉四郎、横川次郎等33名被检举（第一次满铁调查部事件、1942年9月）。
第一次检举后、满铁给宪兵队提供了一份左翼思想分子名单，以此为基准伊藤武雄、石堂清倫、枝吉勇等10名被检举（第二次满铁调查部事件、1943年7月）。
其中，44名中的40名被检举人员以违反满洲国治安维持法（1937年制定）的罪名遭到起诉， 铃江言一等4名保释出狱。随后大上末广、佐藤晴生等5名在狱中去世、还有伊藤武雄、花房森等15名被保释出狱。其余20名则在1945年5月受审判决，与共产主义结社有关的渡辺雄二等2名被判处5年有期徒刑，其余的被判处缓期执行。宪兵队把部分被检举的人中组成间谍组织用来监视在满日本人的行动，拒绝加入这组织的石堂清伦受到了军队的处罚。
被检举者的取证调查手记及意见书被当时八月风暴行动的关东军宪兵队处理掉了。二战后，中华人民共和国吉林省人民政府发现了一部分当时的档案，现在已经公开。

## 关联条目
- 满铁调查部
- 佐尔格事件
- 横滨事件

## 脚注
1. ↑  . 朝日新闻. 2009年12月28日  [2010年5月25日]. （原始内容存档于2009-12-30）.